# Škoda Vision GT
Le Škoda Vision GT est un concept-car de SUV compact du constructeur automobile tchèque Škoda présenté en juin 2019.

## Présentation
Le SUV Škoda Vision GT est présenté au salon de Shenzhen, en Chine, le 8 juin 2019. Il préfigure l'arrivée d'un cinquième SUV dans la gamme Škoda, un SUV coupé réservé au marché chinois.

## Caractéristiques techniques
Le concept-car est basé sur le Škoda Kamiq produit localement, et il est équipé de projecteurs avant Matrix LED. Sa face avant reprend la calandre et les feux de la Škoda Scala.

### Motorisations
Le Škoda Vision GT reçoit un quatre cylindres 1,5 litre de 109 ch hérité du Kamiq.